# مقاطعة بلكناب (نيو هامبشاير)
مقاطعة بلكناب هي مقاطعة في نيوهامشير، بلغ عدد سكانها 60٬088  نسمة، في 2010، عاصمتها لاكونيا، تبلغ مساحتها 1٬214 كيلومتر مربع.

## الموقع
تشترك في الحدود مع:
- مقاطعة كارول (نيو هامبشاير)
- مقاطعة ميريماك (نيو هامبشاير).

## التقسيمات الإدارية
- Alton, New Hampshire [الإنجليزية]‏
- Barnstead, New Hampshire [الإنجليزية]‏
- Belmont, New Hampshire [الإنجليزية]‏
- سنتر هاربور
- غيلفورد
- غيلمانتون
- لاكونيا
- ميرديث
- نيو هامبتون
- Sanbornton, New Hampshire [الإنجليزية]‏
- Tilton, New Hampshire [الإنجليزية]‏.

## أعلام
- ناثان ك. د. تايلور